# Ținutul Soroca
Ținutul Sorocii a fost o unitate administrativ-teritorială în cadrul Țării Moldovei, care făcea parte din Țara de Sus și avea centrul administrativ la târgul Soroca.

## Stemă

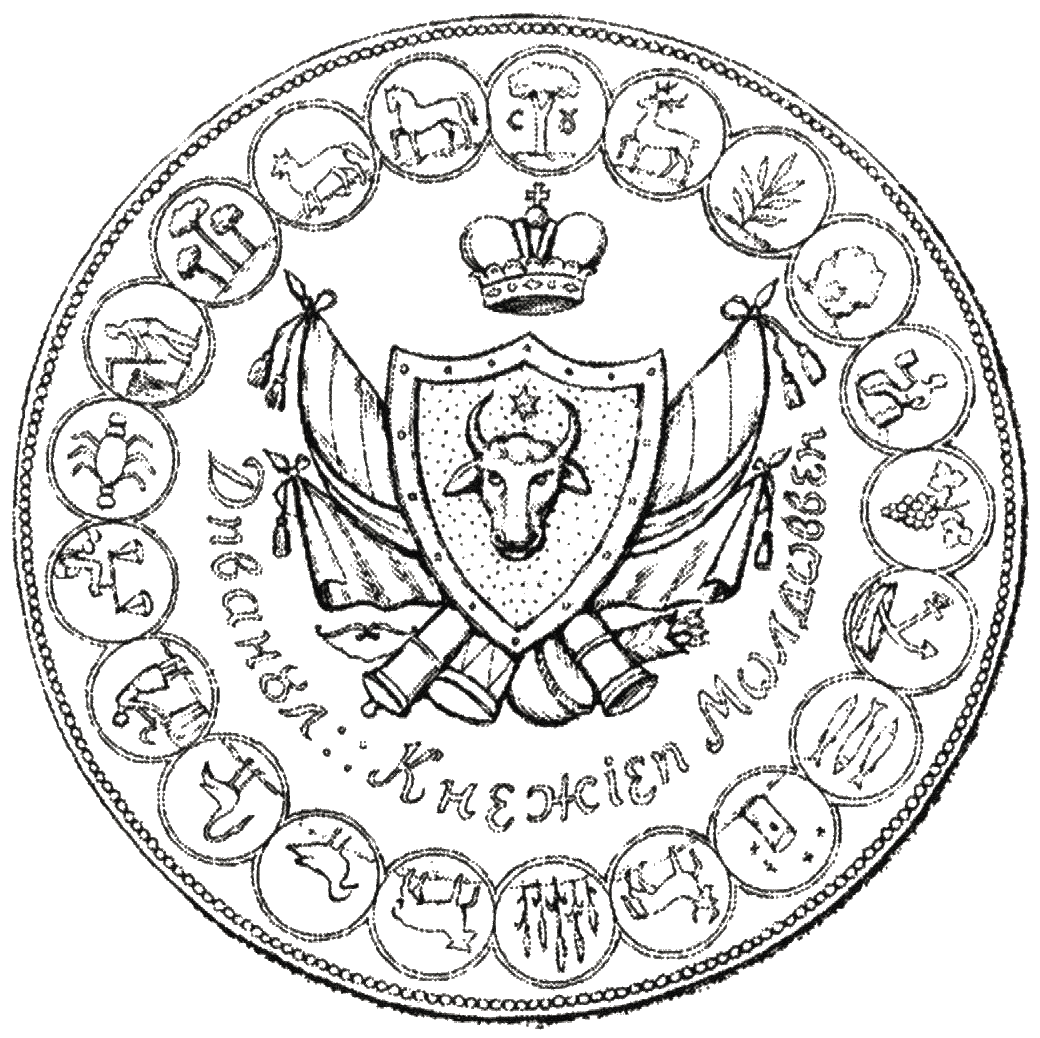
Sigiliul Divanului Principatului Moldovei cu stema țării înconjurată de 21 de medalioane cu stemele ținutale

Prima imagine a stemei ținutul Soroca apare pe Sigiliul Divanului Principatului Moldovei (cca. 1806-1812). Stema reprezintă un medalion cu o femeie orientată spre dreapta secerând într-un lan de grâu. Unele elemente au fost utilizate la elaborarea stemei raionului Soroca.

## Istorie
Ținutul Sorocii (Ager Soroccensis) apare descris de Dimitrie Cantemir în „Descrierea Moldovei” în felul următor: Scaunul lui este Soroca, odinioară Alchionia, lângă Nistru, sub deal pe un șes. Soroca e mică, dar după timpul în care a fost zidită, foarte tare. Are un zid cu patru unghiuri, foarte tare și apărat de turnuri foarte înalte, zidit cu bicasie, de cari sunt pline dealurile dimprejur. Partea de sus a acestui ținut nu se poate cultiva pentru lipsa de lemne și apă și acesta este unicul, dar nu atât de mare deșert al Moldovei. În chartele geografice cele bune e și însemnată această parte de loc ca deșert. După pierderea Tighinei, această cetate nefiind de puțină importanță în contra Polonilor, domnul așeză acolo doi prefecți militari.

## Localități
Lista localităților conform recensământului din anii 1772-1773, grupate după ocoale:
Ocolul Câmpului de Sus:

Bădiceni, Darcauți, Mancăuți, Pelinei, Horodiște, Climăuții de Sus, Cernaleuca, Brancău, Sudarca, Carcicăuți, Cubolta, Horodiciul, Târnova, Ghizdita, Mânducul Vechi, Zgura, Șurile, Cotova Mare, Macareuca, Cotovița, Băcsani, Șolcani, Trăisteni, Mândâcul Nou.
Ocolul Nistrul de Sus:

Verejeni, Lencauți, Mereșanca, Bricenii, Sauca, Codreni, Volcineni, Târgul Movilău, Unguri, Arionești, Samuleuca, Rudi, Tatareuca, Sobozia Tatareuca, Iarova, Cremenciuc, Holovcinița, Curișnița, Curișnița, Bojureuca, Lublenița, Hristici, târgul Soroca.
Ocolul Nistrul de Jos:

Voroncău, Nemereuca, Cerlina, Lunca, Zăluceni, Verejeni, Năpadova, Sănăteuca, Japca, Salcia, Malanovca, Cotul Poidomii, Climăuții de Jos, Socolul, Poiana, Alcedar, Tarasov, Soloceni, Boșereața, Mateuși, Mihăileni, Glavanești, Șiștaci, Temeleuți, Racoveț, Vasilcău, Tribăuți, Cereșnoveț.
Ocolul Câmpului de Jos:

Coșmirca, Cunicea, Cobâle, Cuhreștii de Jos, Cuhreștii de Sus, Coșernița, Cernița, Hârtopul, Cotijeni, Dobrușa, Pogarnile, Bodești, Zavoria, Racești, Citecica, Raspopeni, Gaozeni, Prodanești, Razaleu, Ciutulești, Slobozia, Vistiernici, Camenca, Florești, Marculești, Cainarești, Bălțile, Cainari, Izvoarile, Raduleni, Pripiceni, Soluneț.